# История почты и почтовых марок Кыргызстана
История почты и почтовых марок Кыргызстана охватывает следующие основные этапы развития почтовой связи на территории этого государства: дореволюционный (в составе Российской империи, до 1917), советский (1918—1991) и независимый (с 1992), с которым также связано начало эмиссии собственных почтовых марок Кыргызстана. Кыргызстан входит в число стран — участниц Всемирного почтового союза (ВПС; с 1993), и её назначенными почтовыми оператороми являются государственное предприятие «Кыргыз почтасы» и ООО «Kyrgyz Express Post».

## Развитие почты

### Ранний период
История почты на киргизской земле прослеживается до Октябрьской революции, когда здесь действовала почтовая служба Российской империи. После гражданской войны существовавшее в Оренбурге при Военно-революционном комитете Киргизского края почтово-телеграфное управление было преобразовано в Киргизский почтово-телеграфный округ и начато восстановление почтовой службы.

### В составе СССР

#### Киргизская ССР
Во времена СССР, с 1924 по 1991 год, почта Киргизской ССР, образованной в 1936 году, была неотъемлемой частью единой советской системы связи, и на её территории почтовые сборы оплачивались марками Советского Союза.
| |
| Письмо из Оша в Ленинград, франкированное почтовой маркой СССР в честь столетия добровольного вхождения Киргизии в Россию, созданной художником А. Калашниковым (ЦФА [АО «Марка»] #2932; Mi #2816). Текст на почтовом штемпеле: «Ош областной. Киргиз. ССР. СССР» (1963) |

#### Киргизская тематика на марках СССР
Сюжеты о республике и киргизском народе неоднократно фигурировали на индивидуальных выпусках и в составе серий марок, посвящённых персоналиям Кыргызстана и республикам Советского Союза.

Кыргызстан на некоторых почтовых марках СССР
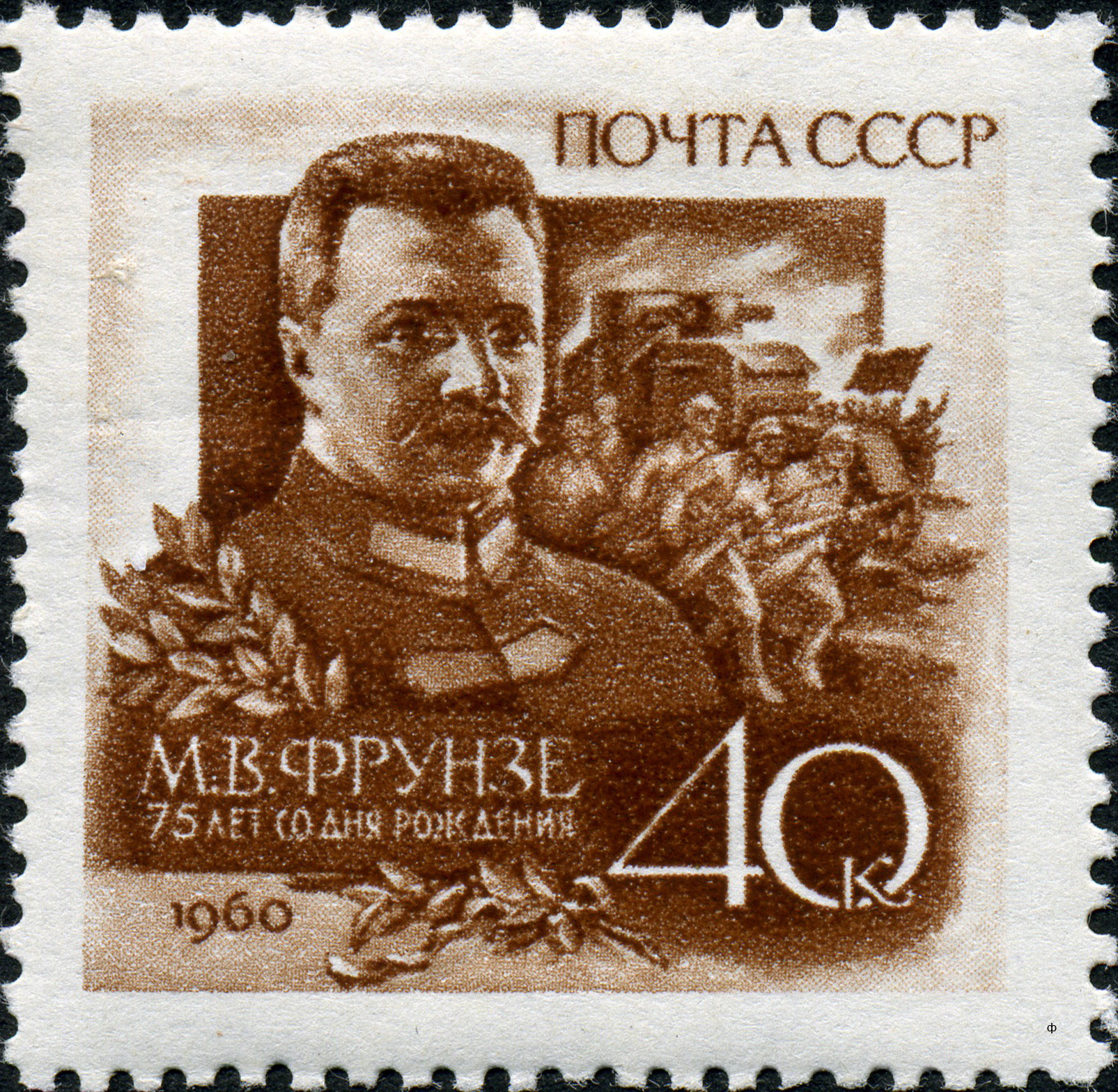
1960: Михаил Фрунзе — уроженец Бишкека, имя которого носила столица Киргизской ССР. Художник В. Пименов (ЦФА [АО «Марка»] № 2393)
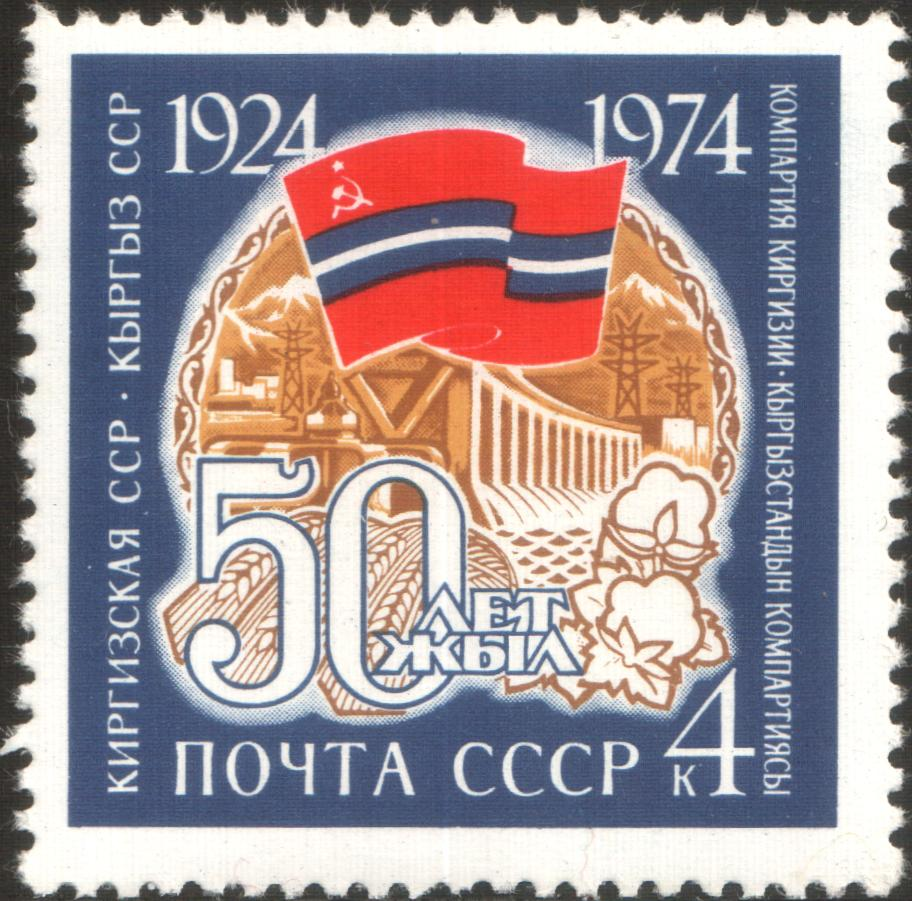
1974: 50 лет Компартии Киргизии. Художник В. Пименов (ЦФА [АО «Марка»] № 4386)
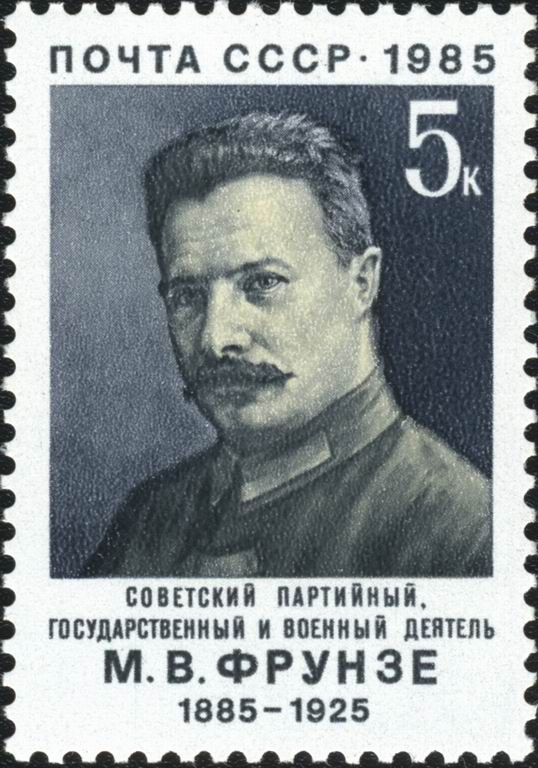
1985: Михаил Фрунзе. Художник Н. Мишуров (ЦФА [АО «Марка»] № 5591)
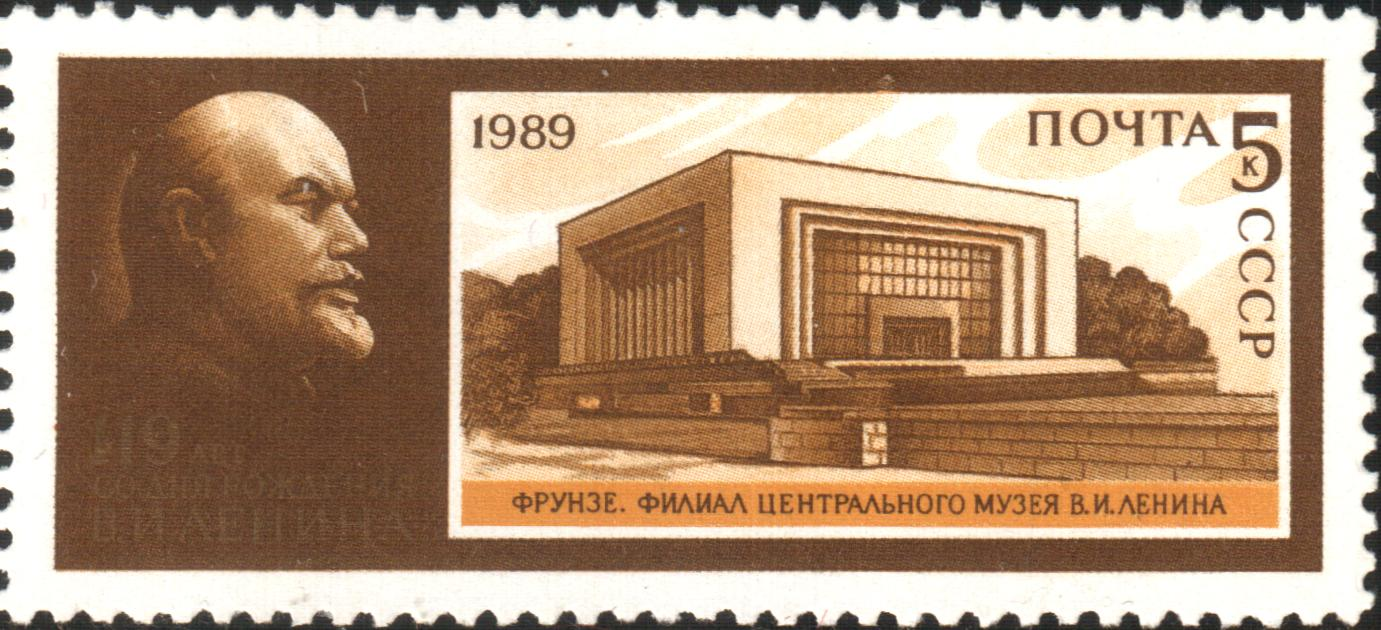
1989: Филиал Центрального музея В. И. Ленина во Фрунзе. Художник И. Мартынов (ЦФА [АО «Марка»] № 6065)
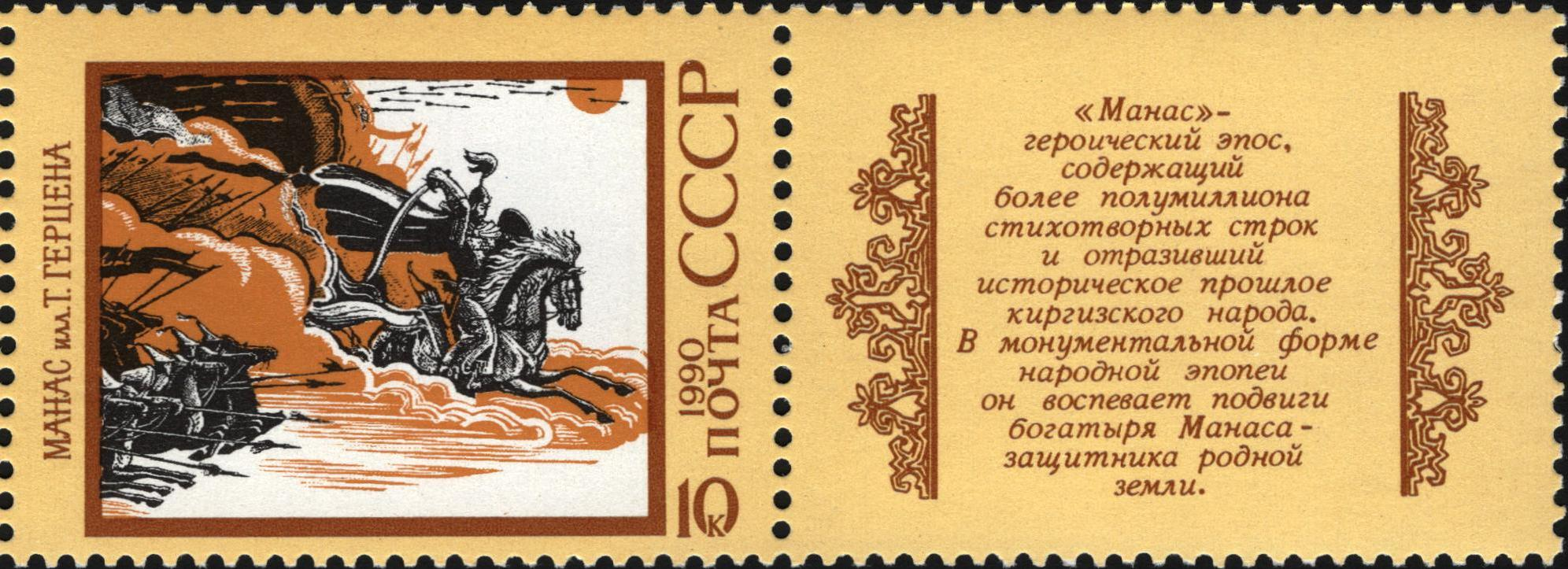
1990: киргизский эпос «Манас». Художник И. Мартынов (ЦФА [АО «Марка»] № 6202)
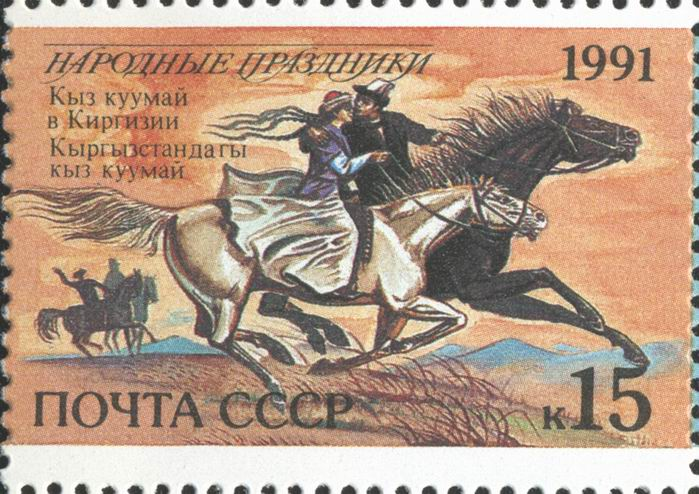
Из серии «Народные праздники» (1991): кыз куумай в Киргизии. Художник А. Яцкевич (ЦФА [АО «Марка»] № 6362)
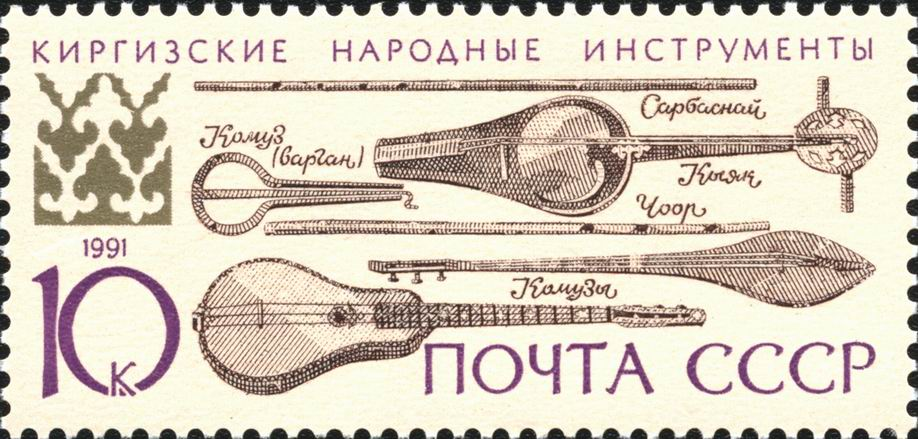
1991: киргизские народные инструменты. Художник А. Плетнёв (ЦФА [АО «Марка»] № 6374)

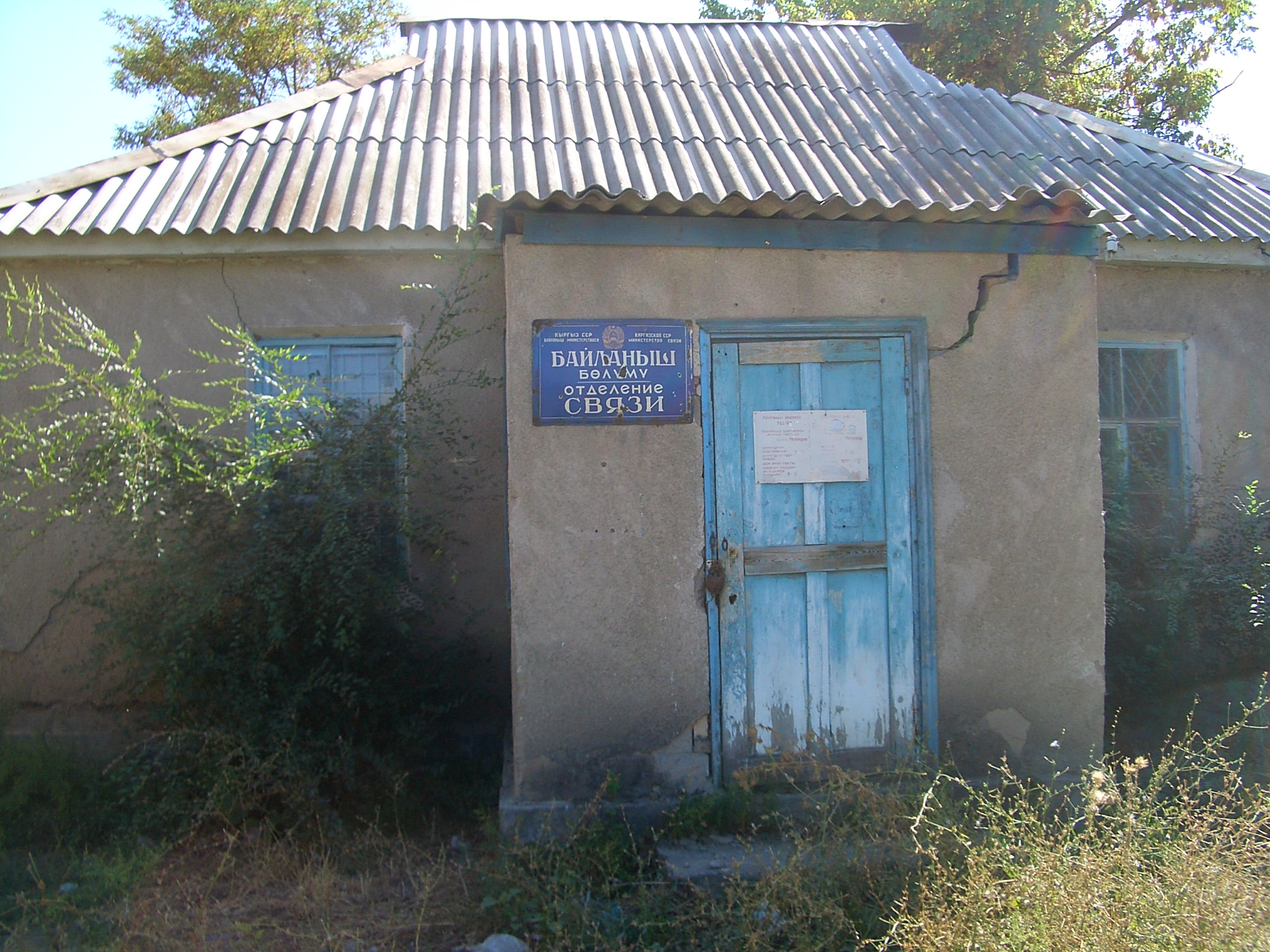
Современное почтовое отделение в селе Милянфан Чуйской области

### Независимость
В современном Кыргызстане существуют два официальных почтовых оператора: госпредприятие «Кыргыз Почтасы» и ОсОО «Kyrgyz Express Post». Статус последней был подтверждён циркуляром Международного бюро Всемирного почтового союза от 21 мая 2013 года. Это единственный случай в почтовой истории, когда в стране действуют два назначенных почтовых оператора, чьи услуги распространяются на равных условиях на всю территорию государства, а не на выделенные регионы (как, например, в Боснии и Герцеговине, имеющей три почтовых оператора).

## Выпуски почтовых марок

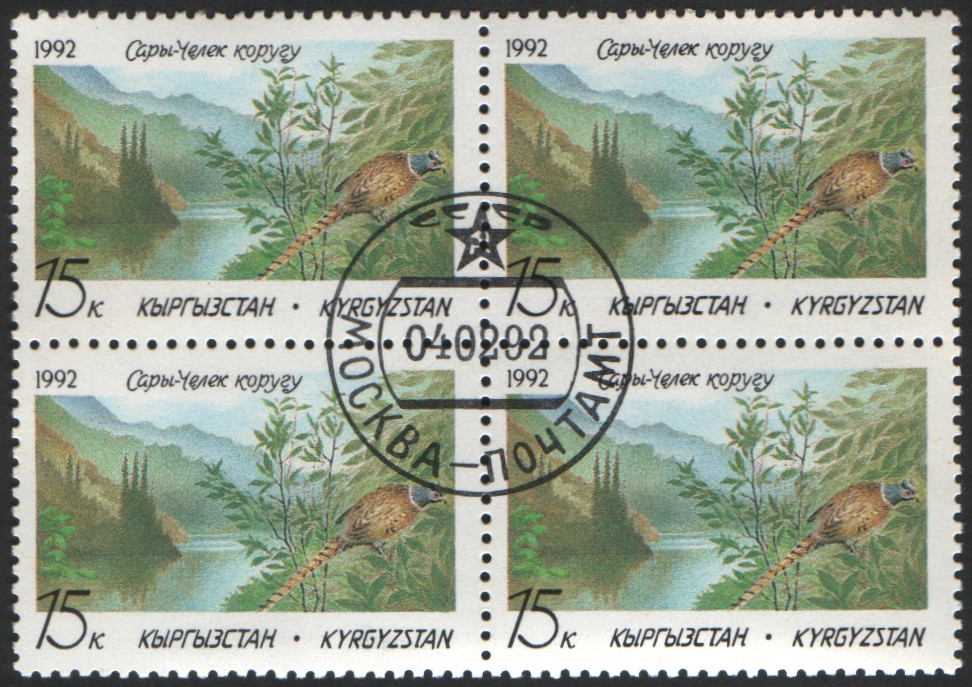
Фиктивное типографское гашение СССР на первой почтовой марке Кыргызстана(Sc #1)

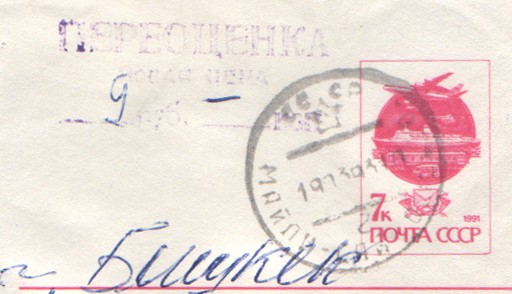
Провизорий Майли-Сая 1993 года на ХМК СССР

### Первые марки
Кыргызстан объявил независимость в августе 1991 года, но первая марка появилась лишь 4 февраля 1992 года (Sc #1). На марке были изображены заповедник Сары-Челек в Джалал-Абадской области и один из видов, обитающих в нём, — обыкновенный фазан. Название страны было написано как кириллицей (на киргизском языке), так и латиницей. Такие же надписи имеются на многих киргизских марках, хотя в этом наблюдается некоторая непоследовательность, поскольку на некоторых марках надписи сделаны только кириллицей, а на других — только латиницей. Автором марки был художник Юрий Арцименев.

Первая почтовая марка Кыргызстана имела номинал в 15 копеек. Она была подготовлена в рамках красочной серии общего дизайна, выпущеной издатцентром «Марка» для вновь образовавшихся государств на территории СССР.

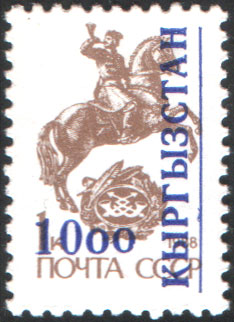
Марка Кыргызстана (1993): надпечатка на марке СССР(Sc #16)

Часть тиража (0,8 млн из 2,5 млн) была изготовлена с фиктивным гашением СССР «МОСКВА — ПОЧТАМТ — 4.02.92», выполненным типографским способом.

### Последующие эмиссии

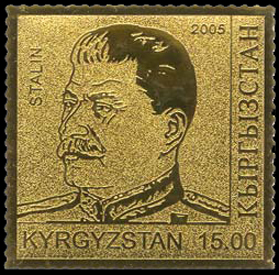
Марка Кыргызстана (2005): И. В. Сталин(Sc #268)

В апреле и июне 1993 года на ряде советских марок были сделаны надпечатки новых номиналов в рублях (Sc #16—18) и тийынах (Sc #19, 20), а в августе вышли первые марки, номиналы которых были указаны в тийынах (Sc #13—15).
За подготовку и выпуск почтовых марок республики отвечает государственное предприятие «Кыргызмаркасы».

### Стандартные марки
Первый стандартный выпуск (1995—1999)
«Государственный герб». В 1995 году были выпущены марки номиналом 20, 50, 100 и 500 тийынов, в 1999 году марка в 20 тийынов была переиздана в уменьшеном размере с модифицированным изображением.
Второй стандартный выпуск (2001)
В 2001 году были выпущены марки номиналом 48 тийынов, 1 и 3 сома.
Третий стандартный выпуск (2002)
«Архитектура». В 2002 году были выпущены марки номиналом 20, 50, 60 тийынов, 1 сом, 1 сом 50 тийынов, 2, 3, 7 и 10 сомов.
Четвертый стандартный выпуск (2008)
Были выпущены марки номиналом 50 тийынов, 1, 3 и 7 сомов.
Пятый стандартный выпуск (2014)
Были выпущены марки номиналом 20, 23, 30, 93 и 100 сомов.

### МаркиKyrgyz Express Post
В 2014 году второй назначенный почтовый оператор Кыргызстана «Kyrgyz Express Post» принял решение выпускать собственные марки, получив разрешение Министерства транспорта и коммуникации Кыргызстана. В течение года KEP выпустил две серии марок. Первая серия, посвященная 140-летней годовщине ВПС и почтовому транспорту Кыргызстана, была выпущена 18 ноября. Вторая серия, выпущенная 19 ноября, была посвящена фауне Кыргызстана.

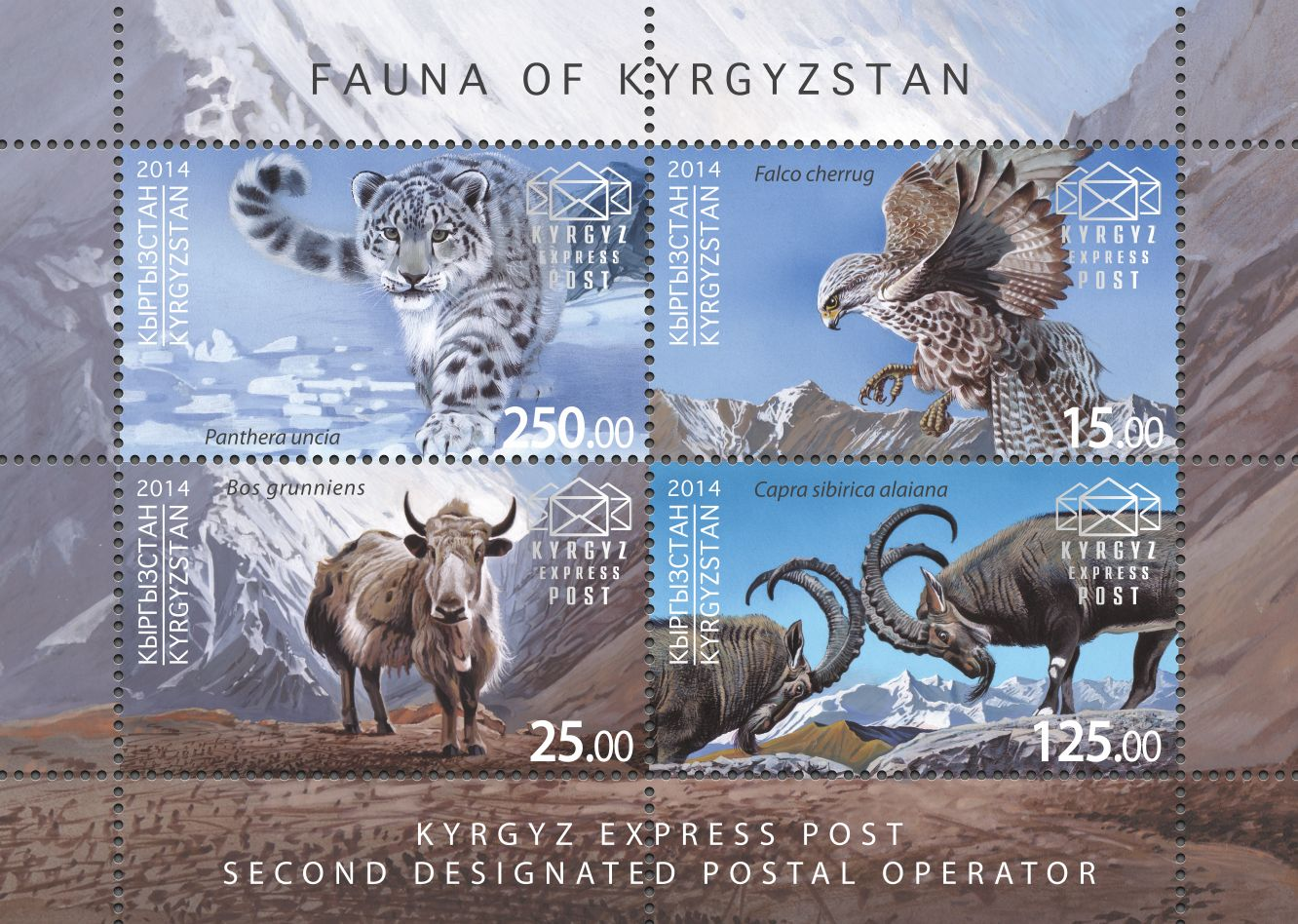
Малый лист Kyrgyz Express Post «Фауна Кыргызстана» (комбинированный)

### Российская тематика на марках Кыргызстана
1998. Правозащитник А. Д. Сахаров.
1999. Произведения А. С. Пушкина.
2000. Военачальник И. В. Панфилов.
2002. ХХ Олимпийские игры (в Москве).
2005. Космонавт С. Шарипов.
2005. Полководец Чуйков.
2005. Полководец Тимошенко.
2005. Полководец Рокоссовский.
2004. Полководец Конев.
2005. Полководец Жуков.
2005. Командующий И. В. Сталин.
2006. Герои панфиловцы.
2007. Россия как участник ?-го заседания ШОС.
2008. Советская авиатехника (самолеты и вертолеты).
2010.

## Фальсификации
В начале 1920-х годов распространялись беззубцовые и зубцовые фальсификаты Туркестана, в состав которого входил нынешний Кыргызстан.
В течение ряда лет в отношении этой страны имела место проблема фальшивых марок: неизвестные частные лица печатали виньетки, напоминающие официальные почтовые марки Кыргызстана, и продавали их несведущим коллекционерам. Почтовые власти Кыргызстана многократно сообщали об этих нелегитимных изданиях в руководящие органы ВПС. На этих марках, выбрасываемых на филателистический рынок в спекулятивных целях, можно увидеть сюжеты на самые популярные темы и портреты различных знаменитостей, включая, например, участников группы The Beatles.